# Bobby Reynolds
Bobby Reynolds (Cape Cod, 17 de Julho de 1982) é um tenista profissional norte-americano.
Reynolds, tem no currículo, mais participações em duplas e melhores resultados, o tenista que em 2005 chegou ao seu melho ranking de simples, tem uma "síndrome" em Grand Slam, sempre caindo contra tenistas espanhóis, galga melhores resultado em duplas, como nos Grand Slams, de Roland Garros e U.S. Open de 2005 onde foi nas oitavas-de-finais, seu mais importante resultado, foi ao lado de Andy Roddick, vencendo o ATP de Indianápolis, em 2006.
Encerrou o ano de 2011 como o número 127 do mundo.

## Conquistas

### Duplas
- 2006 ATP de Indianápolis, Estados Unidos com Andy Roddick dos  Estados Unidos
- 2008 Challenger de Heilbronn, Estados Unidos com Rick de Voest  África do Sul